# Plaza Brión (Willemstad)
La plaza Brión (en neerlandés: Brionplein) es el nombre que recibe un espacio público en el distrito Otrabanda (al oeste de la entrada a la bahía) en la ciudad de Willemstad la capital de la isla de Curazao un territorio dependiente con estatus de país autónomo dentro del Reino de los Países Bajos.
La plaza lleva el nombre de Almirante Pedro Luis Brión, un nativo de Curazao que contribuyó notoriamente a la lucha por la libertad de América del Sur (en especial a la de Venezuela) en el siglo XIX; una estatua de él se encuentra en la plaza. La plaza también se llama Awasa. Esto proviene de awa salu, que significa agua salada en papiamento la lengua local.
En el lado sur de la plaza se encuentra la Riffort (ahora un centro comercial con galerías, tiendas y restaurantes). En la esquina suroeste esta un edificio colonial que alberga la estación de policía. En el lado occidental de la plaza se encuentra un hotel, tiendas y detrás los edificios religiosos católicos. El lado norte de la plaza está bordeado por un hotel-casino con Otrabanda en la esquina occidental y una sección del Museo Kura Hulanda. El lado oriental de la plaza está rodeada por el agua que da acceso a la Bahía Anna; a través del Puente de la Reina Emma.